# David G. Hartwell

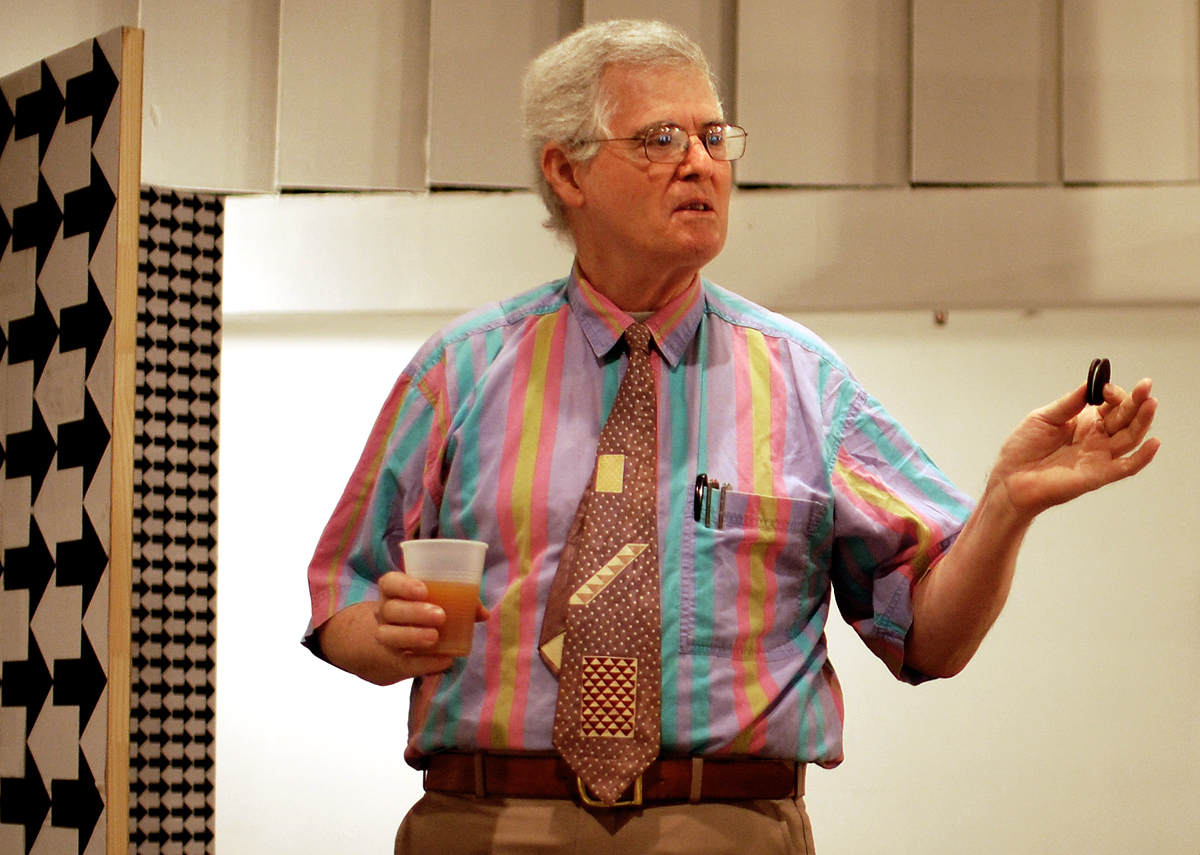
David Hartwell (2008)

David Geddes Hartwell (* 10. Juli 1941 in Salem, Massachusetts; † 20. Januar 2016) war ein US-amerikanischer Herausgeber von Science-Fiction und Fantasy. Er hat zahlreiche Anthologien veröffentlicht, wofür er mit dem World Fantasy Award und dreimal mit dem Hugo Award ausgezeichnet wurde. Mehrere von ihm herausgegebene Romane wurden mit den Nebula- und Hugo-Awards ausgezeichnet.

## Leben und Karriere
Hartwell wurde 1941 in Salem, Massachusetts geboren und besuchte das Williams College. Nach dem Erhalt des Bachelor of Arts 1963 setzte er sein Studium an der Colgate University fort, wo er 1965 den Magister Artium erlangte. 1973 erhielt er an der Columbia University den Doktortitel (Ph.D.) in vergleichender Literaturwissenschaft des Mittelalters. Bereits seit 1965 arbeitete er als Lektor und Herausgeber des Literaturmagazins The Little Magazine (1965–1988).
Er arbeitete für Signet (1971–1973) und Berkley Putnam (1973–1978), bevor er zum Pocket-Verlag wechselte (1980–1985), wo er das Imprint Timescale gründete und die Star-Trek-Buchreiche Pocket Books schuf. Seit 1984 arbeitete er für Tor Books, wo er Tors kanadische Aktivitäten auf CAN-CON in Ottawa anführte und maßgeblich dazu beitrug, viele australische Schriftsteller auf den US-Markt zu bringen. 1995 wurde er von Tor/Forge Books zum „Senior Editor“ ernannt.
1977 gab er für das neugegründete Verlagshaus Baronet Publishing das Magazin Cosmos heraus. Laut Mike Ashley war Cosmos „ein ausgezeichnetes Magazin, das eine gute Auswahl hochwertiger Fiktion enthielt“ (“a fine magazine, providing a good range of quality fiction”). Trotz guter Verkaufszahlen erzwangen die schlechten Ergebnisse der Schwesternzeitschrift Bijou die Einstellung nach nur vier Ausgaben.
Er gründete mit Robert Weinberg und Kirby McCauley die World Fantasy Convention, deren Vorsitzender des Verwaltungsrates er bis zuletzt war. Hartwell verwaltete gemeinsam mit Gordon Van Gelder den Philip K. Dick Award.
Hartwell lebte mit seiner Frau Kathryn Cramer und ihren zwei Kindern in Pleasantville, New York. Am 19. Januar 2016 erlitt er zu Hause durch einen Sturz schwere Kopfverletzungen und wurde ins Krankenhaus eingeliefert. Cramer teilte mit, dass er „massive Hirnblutungen habe, von denen er sich wahrscheinlich nicht erholen werde“. Er starb am nächsten Tag.

## Auszeichnungen und herausragende Leistungen
Hartwell gab jedes Jahr zwei Anthologien heraus, Year’s Best SF (gegründet 1996, seit 2002 gemeinsam mit Kathryn Cramer) und Year’s Best Fantasy (seit der ersten Veröffentlichung 2001 gemeinsam mit Cramer). Beide Anthologien erreichten regelmäßig in der jährlichen Leserumfrage des Locus-Magazins einen Platz unter den 10 besten Anthologien. 1988 wurde er für The Dark Descent mit dem World Fantasy Award in der Kategorie Best Anthology ausgezeichnet. Er wurde häufig für den Hugo Award in den Kategorien Best Professional Editor und Best Editor Long Form nominiert und gewann ihn 2006, 2008 und 2009. Er gab die mit dem Nebula Award ausgezeichneten Romane Timescale von Gregory Benford (1980), The Claw of the Conciliator von Gene Wolfe (1981) und No Enemy But Time von Michael Bishop (1982) sowie den mit dem Hugo Award ausgezeichneten Roman Hominids von Robert J. Sawyer (2002) heraus. 2016 erhielt er den World Fantasy Award für sein Lebenswerk.

## Werke
Als Autor:
- Age of Wonders: Exploring the World of Science Fiction 1985, ISBN 0-8027-0808-0.[8]

Als Herausgeber von Magazinen:
- mit Kathryn Cramer, Ariel Hamon, Kevin J. Maroney, Arthur D. Hlavaty, Matthew Appleton und anderen: The New York Review of Science Fiction. 1988–2016.

Anthologien:
- mit L. W. Currey: The Battle of the Monsters and Other Stories. 1976.
- The World Treasury of Science Fiction. 1988.
- mit Kathryn Cramer: Masterpieces of Fantasy and Enchantment. 1988.
- mit Kathryn Cramer: Spirits of Christmas. 1989.
- Christmas Stars. 1993.
- Christmas Forever. 1993.
- Christmas Magic. 1994.
- mit Glenn Grant: Northern Stars: The Anthology of Canadian Science Fiction. 1994.
- The Screaming Skull and Other Great American Ghost Stories. 1994.
- mit Kathryn Cramer: The Ascent of Wonder: The Evolution of Hard SF.[9] 1994.
- mit Kathryn Cramer: Masterpieces of Fantasy and Wonder. 1994.
- mit Milton T. Wolf: Visions of Wonder. 1996.
- The Science Fiction Century. 1997.
- Bodies of the Dead and Other Great American Ghost Stories. 1997.
- mit Glenn Grant: Northern Suns. 1999.
- mit Damien Broderick: Centaurus: The Best of Australian Science Fiction. 1999.
- mit Kathryn Cramer: The Hard SF Renaissance. 2002.
- The Science Fiction Century, Volume One. 2006.
- mit Kathryn Cramer: The Space Opera Renaissance. Tor Books 2006.
- mit Jacob Weisman: The Sword & Sorcery Anthology. Tachyon Publications, 2012.
- mit Patrick Nielsen Hayden: Twenty-First Century Science Fiction. Tor Books, 2013.